# Grigore Obreja
Grigore Obreja, né le 6 novembre 1967 à Somova dans le județ de Tulcea et mort à Chevilly-Larue le 29 mai 2016, est un céiste roumain pratiquant la course en ligne.

## Palmarès

### Jeux olympiques
- Médaille de bronze aux Jeux olympiques d'été de 1996 à Atlanta en C-2 500 m avec Gheorghe Andriev[3].